# Mariprofundus ferrooxydans

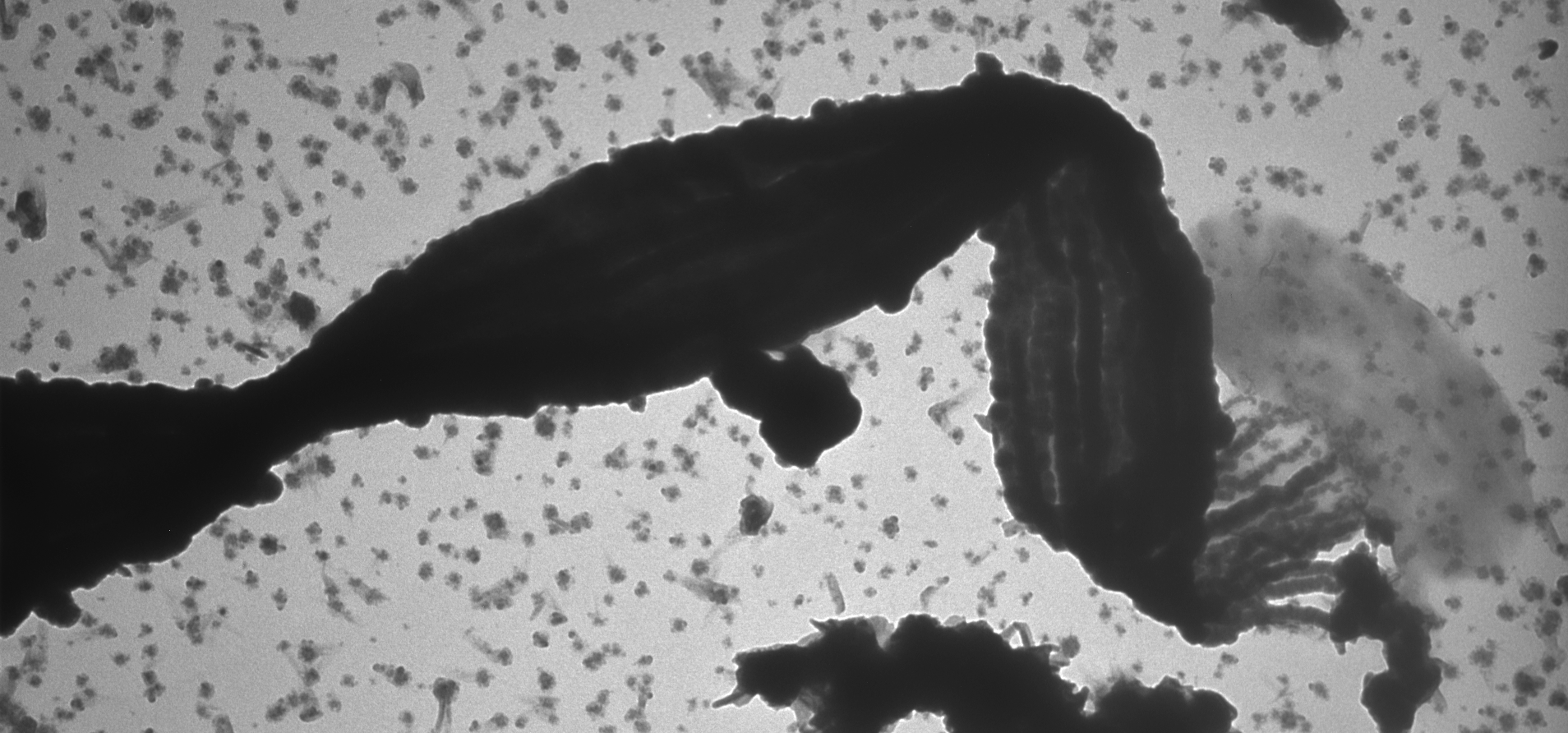
Großaufnahme von M. ferrooxydans PV-1 Zelle mit produzierten „Stielen“

Mariprofundus ferrooxydans ist eine Spezies (Art) neutrophiler, chemolithotropher, gramnegativer Bakterien, die durch die Oxidation von Eisen (Fe) zu Eisen(III) Energie für ihr Wachstum gewinnen können.
Die Art ist eines der wenigen Mitglieder der Klasse der Zetaproteobakterien im Stamm der Pseudomonadota (früher Proteobakterien genannt).
Es ist typischerweise in eisenreichen Tiefseeumgebungen zu finden, insbesondere an hydrothermalen Quellen.
M. ferrooxydans produziert typischerweise Stängel oder Stiele (englisch stalks) aus festen Eisenoxyhydroxiden, die sich in ihrer Gesamtheit zu Eisenmatten formen.
Gene, die für die Katalyse der Fe(II)-Oxidation in M. ferrooxydans vermutet werden, ähneln denen, die an bekannten Metall-Redoxwegen beteiligt sind. Daher ist die Spezies ein guter Kandidat für einen eisenoxidierenden Modellorganismus.

## Entdeckung
M. ferrooxydans wurde erstmals aus eisenreichen mikrobiellen Matten isoliert, die mit hydrothermalen Schloten an einem unterseeischen Vulkan, dem Kama‘ehuakanaloa Seamount (früher Lōʻihi genannt), in der Nähe von Hawaii verbunden sind (Referenzstamm PV-1 alias ATCC BAA-1020 oder DSM 23021).
Das Bakterium wies bei seiner Entdeckung nur 85,3 % Ähnlichkeit in der 16S rRNA mit seiner nächsten kultivierten Art Methylophaga marina auf.
M. ferrooxydans hat eine Verdopplungszeit von 12 Stunden bei 23 °C. Die Zellen haben eine gebogene Stäbchenmorphologie (Länge ca. 2–5 µm, Durchmesser ca. 0,5 µm).

## Etymologie
Dem Gattungsnamen Mariprofundus liegt zwar eine gültige Veröffentlichung zugrunde, dieser ist allerdings grammatikalisch falsch gewählt: Er stellt eine Verkettung des lateinischen Neutrums mare -is ‚das Meer‘ mit dem lat. maskulinen Adjektiv profundus ‚tief‘ dar, das einen Tiefseeorganismus bezeichnen soll – das Neutrum von profundus ist jedoch profundum.
Das Artepitheton ferrooxydans leitet sich ab vom lat. Substantiv ferrum ‚Eisen‘ und dem altgriechischen Adjektiv ὀξύς oxýs, deutsch ‚scharf‘, ‚spitz‘, ‚sauer‘, davon das neulat. Verb oxydare ‚sauer machen‘, ‚oxidieren‘; ferrooxydans bedeutet daher eisenoxidierend.

## Systematik
Zur Gattung Mariprofundus gehören nach der List of Prokaryotic names with Standing in Nomenclature (LPSN) – wie auch nach der Taxonomie des National Center for Biotechnology Information (NCBI) und der Genome Taxonomy Database (GTDB) – folgende Arten:
- „Mariprofundus aestuarium“ Chiu et al. 2017
- „Mariprofundus erugo“ Garrison et al. 2019
- „Mariprofundus ferrinatatus“ Chiu et al. 2017
- Mariprofundus ferrooxydans Emerson et al. 2010 (Typusart)
- „Mariprofundus micogutta“ Makita et al. 2017[7]

Ncxh der NCBI-Taxonomie gibt es noch weitere Bakterienstämme, die der Gattung Mariprofundus zugeschrieben werden, darunter:
- Mariprofundus sp. GSB2 (McBeth et al. 2011)[9]
- Mariprofundus sp. M34 (McAllister et al. 2011) – jetzt zu M. ferrooxydans[10]

Nach der LPSN – wie auch in der NCBI-Taxonomie – ist die Gattung Mariprofundus monotypisch (die einzige) in der Familie Mariprofundaceae. Diese ist in der NCBI-Taxonomie wiederum monotypisch in der Ordnung Mariprofundales, zu der nach der LPSN noch die Gattung „Ghiorsea“ Mori et al. 2017 gehört (ohne Familienzuweisung, nach der GTDB aber auch in der Familie Mariprofundaceae).
Die Stellung der Ordnung Mariprofundales im Phylum Pseudomonadota (früher Proteobacteria) ist noch in der Diskussion (Stand Oktober 2023):
Die Taxonomie des NCBI stellt sie – wie auch die GTDB – in die Klasse Zetaproteobacteria. In der LPSN gilt diese Beziehung aber als ein Synonym für die Klasse Alphaproteobacteria, sie stellt alle ihre Zetaproteobacteria-Mitglieder direkt zu den Alphaproteobacteria.
Synonyme der Spezies Mariprofundus ferrooxydans:
- „Siderooxidans marinum“ Emerson 2003

Synonyme der Familie Mariprofundaceae Hördt et al. 2020:
- „Mariprofundaceae“ Emerson et al. 2007

Synonyme der Ordnung Mariprofundales Hördt et al. 2020:
- „Mariprofundales“ Makita et al. 2017
- „Candidatus Mariprofundales“ Emerson et al. 2007

Stämme der Spezies Mariprofundus ferrooxydans:
- PV-1[5][11][13][14] alias ATCC BAA-1020 oder DSM 23021[5][11][14][15] (Referenzstamm)[5][11][13]
– Fundort: hydrothermale Schlote am Kama‘ehuakanaloa Seamount (früher Lōʻihi genannt), südlich von Hawaii (Big Island)[2]
- M34[11][13][16][10]
– Fundort: unbekannt (Stand 16. Oktober 2023)[11][13]
- JV-1[13][17]
– Fundort: Kama‘ehuakanaloa, Lower Jet Vents, Marker 11; Hawaii[18]
- O-1[13] alias O1[19][20]
– Fundort: Schiffswrack der Pappy Lane im Pamlico Sound, Rodanthe; Hatteras Island, North Carolina[20][13]

## Physiologie
M. ferrooxydans lebt unter mikrooxischen Bedingungen (mit geringem Sauerstoff), die Spezies nutzt Fe(II) als Elektronendonor und oxidiert es zu Fe(III) als hauptsächlichen Weg zur Energiegewinnung, wobei Sauerstoff als Elektronenakzeptor und CO2 als Kohlenstoffquelle verwendet werden.
Es handelt sich um einen chemolithotrophen Organismus, der Meeressalze benötigt und nachweislich nicht heterotroph wächst.
Diese biotische Eisenoxidation konkurriert mit der abiotischen Eisenoxidation. Daher gedeiht M. ferrooxydans in Umgebungen mit hohen Fe(II)-Konzentrationen, aber niedrigen Sauerstoffkonzentrationen, damit die biotische Eisenoxidation mit der abiotischen Oxidation konkurrieren kann.
Da die Eisenoxidation ein Prozess mit geringer Energieausbeute ist, müssen große Mengen Eisen oxidiert werden, um eine angemessene Energiemenge zu erzeugen – deshalb sind hohe Fe(II)-Konzentrationen in der Umgebung ein entscheidender Faktor.
Das vorgeschlagene Modell der Eisenoxidation durch M. ferrooxydans beinhaltet die Oxidation von Fe(II) durch eine Eisenoxidase in der Außenmembran, die das Elektron durch eine aus Cytochromen bestehende Elektronentransportkette leitet. Sauerstoff wird als terminaler Elektronenakzeptor verwendet. Der umgekehrte Elektronentransport zur Herstellung von NADH genutzt.

## Lebensweise
Die Zellen von M. ferrooxydans sind gramnegative, etwas gekrümmte Stäbchen, die zwei Lebensstadien durchlaufen: ein freilebendes Stadium, in dem sie beweglich sind, und ein zweites Stadium, in dem sie Eisen oxidieren und feste Eisenoxide bilden.
Die faserigen, verdrehten Stängel aus Eisenoxid, die von M. ferrooxydans ausgeschieden werden, sind dann Bestandteil ganzer Eisenmatten – diese bestehen vermutlich aus einer organischen Matrix, wo M. ferrooxydans die Eisenoxidstruktur in arttypischer Weise bildet.
In der beweglichen Phase ist dieser Organismus chemotaktisch, so dass er selbst in der heterogenen und sich schnell verändernden Umgebung hydrothermaler Schlote sich in Richtung geeigneter Sauerstoffkonzentrationen bewegen kann. Dabei kann der Organismus veränderte Sauerstoffkonzentrationen schnell erkennen und darauf reagieren, um sich in Richtung für ihn geeigneter Sauerstoffkonzentrationen zu bewegen.
Diese Beweglichkeit ermöglicht es M. ferrooxydans, trotz der starken Durchmischung in seiner Umgebung in mikrooxischen Bedingungen zu verbleiben, wo er die abiotische Eisenoxidation übertreffen und genügend Energie zum Überleben gewinnen kann.

## Genom
Im Genom von M. ferrooxydans gibt es Gene für das Enzym RuBisCO, daher sind diese Bakterien ist in der Lage CO2 zu fixieren. Es gibt sogar Gene für mehrere RuBisCO-Varianten, was darauf schließen lässt, dass der Organismus sich an die Fixierung von CO2 in einem breiteren Spektrum von Umweltbedingungen (Sauerstoff- und Kohlendioxidkonzentrationen) angepasst hat.
Heterotrophes Wachstum wurde bei diesem Organismus dagegen noch nie dabei beobachtet.
Sein Genom kodiert für ein Zucker-Phosphotransferase-System, das typischerweise als Kohlenhydrat-Transporter spezifisch für Fruktose und Mannose Verwendung findet.
Es ist allerdings nicht bekannt (Stand 2011), ob diese als Kohlenstoffquelle verwendet werden können oder ob sie zur Bildung der Kohlenhydrat-Gerüstmatrix der gebildeten verdrillten Stängel verwendet werden.

## Rolle bei der Korrosion
M. ferrooxydans wurde zusammen mit anderen Eisen oxidierenden Bakterien (FeOB) mit der Korrosion von Q235-Stahl in Verbindung gebracht.
Diese Bakterien können einen Biofilm auf der Stahloberfläche bilden
Sie bewirken dabei eine Versauerung der Umgebung der Anheftungsstelle, wodurch der Lochfraß entstehen kann.
Die Hauptprodukte der von M. ferrooxydans verursachten Korrosion von Q235-Stahl sind Eisen(III)-hydroxidoxid (FeO·OH) und Eisen(III)-oxid (Fe2O3).